# 吉川悦次
吉川 悦次（よしかわ えつじ、1918年（大正7年）6月5日 - 1993年7月21日）は、日本の政治家。大阪府大阪狭山市長（8期）。

## 経歴
大阪府南河内郡狭山村（のち狭山町、現・大阪狭山市）出身。1935年（昭和10年）狭山高等小学校卒業。1951年（昭和26年）狭山村役場に入り、土木建設、厚生衛生、水道の各課長などを経て、1962年（昭和37年）9月、狭山町長に当選する。
町長在任中に役場新庁舎、町立公民館・図書館・総合体育館などが完成し、町の人口は増えて、6期目の1985年（昭和60年）には5万人を突破した。7期目の1987年（昭和62年）に狭山町は市制施行し、「大阪狭山市」となり、初代市長に就任した。
1990年（平成2年）には町長時代から数えて8回目の当選。8期目途中の1992年（平成4年）に健康上の理由から市長を退任した。翌年、呼吸不全により死去。